# HD 224350
HD 224350，又名CD-2716494，SAO 192262、HR 9058，是一颗恒星，视星等为6.26，位于銀經32.23，銀緯-77.89，其B1900.0坐标为赤經23h 51m 58.7s，赤緯-27° -77.89′ 51″。